# Amedeo De Cia
Amedeo De Cia (Gerace Marina, 23 décembre 1883 - Milan, 7 avril 1971) était un général italien.
Officier décoré de l'armée royale (Regio Esercito), il a participé à la guerre italo-turque et à la Première Guerre mondiale. Au cours de la Seconde Guerre mondiale, il se distingue dans des opérations sur le front occidental, puis lors de la campagne de Grèce à la tête de la 5e division alpine "Pusteria", où il critique sévèrement la conduite des opérations par le haut commandement italien, au point d'être remplacé. Après la signature de l'armistice le 8 septembre 1943 (armistice de Cassibile), il rejoint la République sociale italienne, occupant le poste d'inspecteur des troupes alpines de l'armée nationale républicaine. Décoré de la croix de chevalier de l'Ordre militaire de Savoie, de quatre médailles d'argent et de deux médailles de bronze de la valeur militaire, et de la croix de commandeur de l'Ordre de la Couronne d'Italie.

## Biographie
Il est né à Gerace Marina le 23 décembre 1883 , aujourd'hui Locri (Reggio Calabria), fils de Giovanni, inspecteur administratif du royaume de Sardaigne, et de la noble Elvira Palermo des Princes de Santa Margherita. En 1898, sa famille s'installe à Gênes à la suite du chef de famille, et il y termine ses études secondaires, s'inscrivant à la faculté d'ingénierie de l'université locale. Après le décès de sa mère, il abandonne ses études pour se lancer dans une carrière militaire. Il entre à l'Académie royale militaire (Regia Accademia Militare) de Modène, dont il sort avec le grade de sous-lieutenant (sottotenente) d'infanterie en 1905. Après avoir fréquenté l'École d'application (Scuola di applicazione) de Parme, il rejoint en 1907 le 76e régiment d'infanterie de la Brigata "Napoli" stationnée à Gênes. En 1909, il est affecté au bataillon "Ivrea" du 4e régiment alpini.
Au début de la guerre italo-turque, le 29 septembre 1911, il part pour la Libye en tant que chef de section de la 40e compagnie. Il se distingue notamment à Derna, lors de la défense de la redoute " Lombardia ", le 3 mars 1912, et pour la bravoure dont il fait preuve au cours du combat, il reçoit la médaille de bronze de la valeur militaire. À son retour, il est promu au grade de capitaine (capitano) et, en 1914, il est affecté comme commandant de compagnie au 89e régiment d'infanterie "Salerno".

## Première Guerre mondiale
Avec l'entrée en guerre du royaume d'Italie le 24 mai 1915 dans la Première Guerre mondiale, son régiment part pour la zone d'opérations, atteignant la haute vallée de l'Isonzo. Le 4 juin, il se distingue lors de l'attaque de la crête du Monte Mrzli-Monte Sleme, ce qui lui vaut une deuxième médaille de bronze de la valeur militaire. Le 15 juin suivant, il reprend du service dans le Corps des alpini, en prenant le commandement de la 11e compagnie du bataillon " Mondovì ", temporairement détachée au bataillon " Val Ellero ". Au cours de l'attaque pour la conquête du Monte Kucla, il est grièvement blessé lorsqu'une balle lui transperce la poitrine. Cette blessure l'oblige à passer une longue période à l'hôpital. Il reprend le service en mars 1916, à la tête de la 118e compagnie du bataillon alpin "Mont Clapier", engagée dans le Val Fella. En mai, le bataillon, déployé sur le plateau de Tonezza au nord d'Arsiero, participe aux combats pour arrêter l'offensive austro-hongroise lancée par le général Franz Conrad von Hötzendorf sur le front de la 1re armée du général Roberto Brusati.
Son unité combat sans interruption pendant plus de deux mois, de mai à juillet, d'abord en battant en retraite, puis en s'installant sur la dernière ligne de résistance sur la crête dominant le Val d'Astico. À partir de juillet, il participe aux contre-attaques qui conduisent à la reconquête d'une partie du territoire perdu. Au cours de cette période, il reçoit deux médailles d'argent de la valeur militaire et est cité à l'ordre du jour de l'armée française pour son comportement valeureux dans les trois phases du cycle opérationnel susmentionnées. En avril 1917, promu au grade de major (maggiore) peu avant le début de la bataille du Mont Ortigara, il prend le commandement du bataillon alpin "Bassano", mais une grave entorse à la cheville l'oblige à renoncer immédiatement à son commandement. Après l'issue tragique de l'attaque, il contribue à reconstituer le bataillon " Bassano " en le ramenant au front à Cima Saette, sur le plateau des Sette Comuni. Après la défaite de Caporetto, son unité combat sur la place forte de Sisemol, à Melette, dans le Val Sasso, contribuant à arrêter l'offensive austro-allemande. En janvier 1918, il participe à une action offensive sur le plateau d'Asiago, qui est couronnée de succès avec la conquête du Col d'Echele, et qui lui vaut une troisième médaille d'argent de la valeur militaire. 

Après une période de repos à l'arrière entre les zones de Vicence et de Mussolente, son bataillon participe en juin à la bataille du Solstice déployée sur le Monte Grappa, et en octobre à l'offensive finale qui conduit à la défaite de l'Empire austro-hongrois. Le 27 octobre 1918, son bataillon et un bataillon français furent les premiers à traverser la Piave à Pederobba, formant une tête de pont sur la rivière. En raison de la destruction d'une passerelle, les deux unités restèrent isolées pendant deux jours, résistant aux contre-attaques ennemies jusqu'à l'arrivée de renforts. L'attaque reprend le 30, et après un combat acharné à Settolo, il entre à la tête de ses hommes dans Valdobbiadene. Pour cette action, il est décoré de la croix de chevalier de l'ordre militaire de Savoie.
À la fin des hostilités, son bataillon est encadré dans le 9e régiment alpin stationné à Gorizia, et en 1920, il est déployé dans la vallée de Timavo. En 1921, il épouse Mlle Afra Ferrari, et en 1926, il est promu au grade de lieutenant-colonel (tenente colonnello), commandant successivement le bataillon alpin "Feltre" et en 1929 le bataillon alpin "Borgo San Dalmazzo". En 1932, il devient colonel (colonnello) et prend le commandement du 55e régiment d'infanterie de la brigade "Marche" stationnée à Trévise. En 1935, il prend le commandement du district militaire de Bolzano, puis de la "Scuola Allievi Ufficiali e Sottufficiali degli Alpini e dei Bersaglieri" (École des officiers et sous-officiers alpins et bersagliers) à Bassano del Grappa. En août 1938, il est promu au rang de général de brigade (generale di brigata) et prend le commandement de la 5e division alpine "Pusteria", dont le quartier général se trouve à Brunico.

### Deuxième Guerre mondiale
À la tête de sa division, il participe en juin 1940 à des opérations sur le front occidental dans la région du col de la Magdalena. Après l'armistice avec la France, le 28 octobre, l'Italie attaque la Grèce depuis l'Albanie. Les opérations de guerre, d'abord faciles, s'arrêtent brusquement lorsque l'armée grecque passe résolument à la contre-offensive. Comme la situation se précipitait, la division "Pusteria" a été envoyée en toute hâte sur le front albanais, pour être déployée sur la gauche de la 3e division alpine "Julia" afin de barricader la vallée d'Osum. En décembre, la résistance désespérée des troupes italiennes a stoppé la contre-offensive grecque visant à atteindre l'objectif de conquérir Vlora et de repousser les Italiens vers la mer. En janvier 1941, l'offensive grecque est momentanément interrompue, et il s'en prend violemment à la conduite des opérations, déclarant qu'il n'est plus disposé à sacrifier un seul Alpini et une seule mule dans cette opération insensée. Pour cette raison, il a été immédiatement relevé de son commandement, bien qu'il ait été promu au rang de général de division (generale di divisione), et le remplacement par le général Giovanni Esposito est passé pour une rotation normale. Quelques jours plus tard, le 25 janvier 1941, il dut prendre le commandement d'une grande unité de manière rocamboleste, lorsqu'une mule plongea d'un talus sur un camion de commandement de la 58e division d'infanterie " Legnano " qui venait d'arriver en Albanie, heurtant le commandant, lui cassant la jambe et l'obligeant à le remplacer. Déployée à cheval sur la rivière Vojussa dans la zone du pont de Dragoti pour défendre Tepelenë, la division "Legnano" résiste à la dernière offensive grecque, passe à l'attaque en avril 1941 et conquiert Klisura. Le 23 avril, alors que les Allemands envahissent également la Yougoslavie, la Grèce capitule. Pour la conduite des opérations au cours de la période du 26 janvier au 18 avril 1941, il a reçu la quatrième médaille d'argent de la valeur militaire.
Au cours de l'été 1941, la division "Legnano" retourne en Italie pour défendre la Riviera di Ponente en Ligurie. En novembre 1942, l'Allemagne occupe la partie sud de la France placée sous le régime de Vichy. La division est redéployée en Provence et installe son quartier général à Nice, ville natale de Giuseppe Garibaldi. Peu de temps après, un incident diplomatique a conduit à son retrait du commandement. En janvier 1943, il se voit confier le commandement de la 223e division côtière, également déployée en Provence, et il entame immédiatement un programme d'entraînement en collaboration avec les forces allemandes.
Lors de l'armistice du 8 septembre 1943 (armistice de Cassibile), il se trouve à son commandement, où il tente d'abord de résister aux Allemands qui exigent sa reddition, mais doit se désister pour éviter une effusion de sang inutile. Refusant d'être enrôlé dans les forces allemandes, il décida ensuite de collaborer avec elles et, le 11 septembre, il répondit à l'appel du maréchal d'Italie Rodolfo Graziani, rejoignant la République sociale italienne (Repubblica Sociale Italiana - RSI), pour prendre en charge, le 24, la direction de l'assistance italienne internée dans le sud de la France.
En janvier-février 1944, il est nommé commandant militaire de la région de Ligurie mais, en raison de son intransigeance, il est ensuite remplacé par les Allemands. Il reste cependant à la disposition du ministère des Forces armées et de l'état-major général de l'Armée nationale républicaine (Esercito Nazionale Repubblicano) de Salò, exerçant des activités d'inspection. À partir d'avril, il travaille comme inspecteur des troupes alpines, refusant d'abord la nomination au poste de président du Tribunal militaire suprême et, en mars 1945, le commandement de la nouvelle division alpine "Monte Rosa", car il ne veut pas se battre contre d'autres Italiens.
À la fin de la guerre, il n'est pas poursuivi, mais le 12 novembre 1945, on lui notifie sa "radiation des listes avec perte de grade". Il est pleinement réintégré par décret du ministère de la Défense-Armée du 9 juin 1950.
Retiré dans la vie privée, il fait très peu d'apparitions publiques et meurt à Milan le 7 avril 1971. Son corps est enterré dans la tombe familiale au cimetière de Bassano del Grappa.
Sur l'ordre de son fils Alberto, l'Association nationale des Alpini (Associazione Nazionale Alpini) a créé le Prix De Cia pour récompenser les meilleures œuvres littéraires de culture historico-militaire. Parmi les lauréats, citons le Bataillon alpin de Bassano, Emanuele Upini, Giancarlo Lenatti, Vincenzo Di Michele et Carlo Cucut, Andrea Giannasi, Emanuele Cerutti, Marco Mondini et Paolo Montina,.

## Distinctions honorifiques

### Décorations italiennes
- Chevalier de l'ordre militaire de Savoie
- En tant que commandant d'un bataillon alpin, il a traversé la rivière Piave sous un feu nourri et, de l'autre côté de la rivière, bien qu'il soit privé d'aide et de communications en raison de la destruction du pont par l'artillerie ennemie, il s'est précipité de sa propre initiative pour soutenir les unités alliées qui tentaient de s'établir sur la rive gauche de la rivière. Il a repoussé de violentes contre-attaques et, en maintenant en soumission pendant toute la journée l'adversaire, qui était en infériorité numérique, il a donné aux autres troupes le temps de se précipiter et de coopérer à la percée de la ligne ennemie. Il s'est distingué tout au long de la guerre par sa bravoure, son énergie et son habileté. Piave 27, 28, 29, 30 octobre 1918.
 - Médaille d'argent de la valeur militaire
- Soumis à un bombardement ennemi intense pendant deux jours consécutifs, il s'est exposé calmement et sereinement sous le feu, conseillant à ses hommes de tenir fermement leur position. Pressé par l'impétueux adversaire, il a su, avec une rare habileté, se replier, combattre et encore retenir l'ennemi depuis les tranchées de deuxième ligne. Cimon del Lago, 20 mai 1916.
 - Médaille d'argent de la valeur militaire
- Chef de bataillon par intérim, premier là où le danger était le plus grand, noble exemple pour ses collaborateurs, il a dirigé une action offensive avec énergie, calme et sérénité. Monte Giove, 9 juin 1916.
 - Médaille d'argent de la valeur militaire
- Commandant de plusieurs compagnies d'Alpini, donnant un exemple admirable de calme, de courage et d'énergie, il a conquis des positions tenacement opposées par l'ennemi, les tenant fermement, malgré le violent bombardement et les fortes contre-attaques de l'adversaire. Col d'Echele, 28 janvier 1918.
 - Médaille d'argent de la valeur militaire
- Commandant d'une division, déployée sur un secteur frontal large et délicat, il a tenu la direction de la bataille fermement dans ses mains pendant une longue période, empêchant l'ennemi, en force écrasante, d'atteindre une direction importante. En phase offensive, il a développé des actions audacieuses, décisives et extrêmement rapides, écrasant la résistance ennemie et occupant des positions fortifiées et importantes. Commandant courageux, même dans des circonstances difficiles, il s'est révélé être l'animateur et la force motrice de ses fantassins. Front grec, 26 janvier - 18 avril 1941.
 - Médaille de bronze de la valeur militaire
- Pour le calme, l'intelligence et l'énergie avec lesquels il a commandé son unité de combat, faisant preuve d'une audace et d'un dynamisme exemplaires. Derna, 3 mars 1912.
 - Médaille de bronze de la valeur militaire
- Il a réoccupé avec sa compagnie une position que les autres troupes avaient dû abandonner en raison des violents tirs ennemis, faisant ainsi preuve d'une grande constance et d'un grand ascendant sur son unité. Mont Mrzli- Mont Sleme, 4 juin 1915.
 - Chevalier de l'Ordre de la Couronne d'Italie
 - Officier de l'Ordre de la Couronne d'Italie
 - Commandeur de l'Ordre de la Couronne d'Italie
- 14 novembre 1935

### Décorations étrangères
- Croix de Guerre 1914-1918 (France)